# Campeonato Mundial de Piragüismo en Eslalon de 2009
El XXXII Campeonato Mundial de Piragüismo en Eslalon se celebró en la Seo de Urgel (España) entre el 9 y el 13 de septiembre de 2009 bajo la organización de la Federación Internacional de Piragüismo (ICF) y la Real Federación Española de Piragüismo. 
Las competiciones se realizaron en el canal de piragüismo en eslalon del Parque Olímpico del Segre de la ciudad catalana.

## Medallistas

### Masculino
| Evento                 | Oro | Plata | Bronce |
| ---------------------- | --- | --- | --- |
| K1 individual (13.09)  | Peter Kauzer Eslovenia 92,84 pts.                                                                                           | Boris Neveu Francia 94,89 pts.                                                                                   | Carles Juanmartí · España · 95,89 pts.                                                                              |
| C1 individual (13.09)  | Tony Estanguet Francia 96,21                                                                                                | Michal Martikán · Eslovaquia · 98,76                                                                             | Jan Benzien · Alemania · 99,60                                                                                      |
| C2 individual (13.09)  | Pavol Hochschorner · Peter Hochschorner · Eslovaquia · 105,70                                                               | Ladislav Škantár · Peter Škantár · Eslovaquia · 105,84                                                           | Luka Božič Sašo Taljat Eslovenia 107,37                                                                             |
| K1 por equipos (12.09) | Ivan Pišvejc · Vavřinec Hradilek · Michal Buchtel · República Checa · 98,17                                                 | Campbell Walsh Huw Swetnam Richard Hounslow Reino Unido 99,42                                                    | Joan Crespo · Guillermo Díez-Canedo · Carles Juanmartí · España · 100,62                                            |
| C1 por equipos (12.09) | Alexander Slafkovský · Michal Martikán · Matej Beňuš · Eslovaquia · 100,84                                                  | Nicolas Peschier Denis Gargaud-Chanut Tony Estanguet Francia 103,77                                              | Jordi Domenjo · Jon Ergüin · Ander Elosegi · España · 106,68                                                        |
| C2 por equipos (12.09) | Eslovaquia · Pavol Hochschorner / Peter Hochschorner · Ladislav Škantár / Peter Škantár · Tomáš Kučera / Ján Bátik · 113,51 | Alemania · David Schröder / Frank Henze · Marcus Becker / Stefan Henze · Robert Behling / Thomas Becker · 116,97 | Reino Unido Timothy Baillie / Etienne Stott David Florence / Richard Hounslow Daniel Goddard / Colin Radmore 117,20 |

### Femenino
| Evento                 | Oro                                                                | Plata                                                                     | Bronce                                                                |
| ---------------------- | ------------------------------------------------------------------ | ------------------------------------------------------------------------- | --------------------------------------------------------------------- |
| K1 individual (13.09)  | Jasmin Schornberg · Alemania · 106,75 pts.                         | Maialen Chourraut · España · 107,96 pts.                                  | Elizabeth Neave Reino Unido 109,04 pts.                               |
| K1 por equipos (12.09) | Elizabeth Neave Louise Donington Laura Blakeman Reino Unido 112,79 | Jana Dukátová · Elena Kaliská · Gabriela Stacherová · Eslovaquia · 118,17 | Jasmin Schornberg · Claudia Bär · Jacqueline Horn · Alemania · 119,84 |
| C1 individual (13.09)  | Leanne Guinea Australia 137,80                                     | Rosalyn Lawrence Australia 143,10                                         | Jessica Fox Australia 145,41                                          |

## Medallero
| Núm. | País            | Oro | Plata | Bronce | Total |
| ---- | --------------- | --- | ----- | ------ | ----- |
| 1    | Eslovaquia      | 3   | 3     | 0      | 6     |
| 2    | Francia         | 1   | 2     | 0      | 3     |
| 3    | Alemania        | 1   | 1     | 2      | 4     |
| 3    | Reino Unido     | 1   | 1     | 2      | 4     |
| 5    | Australia       | 1   | 1     | 1      | 3     |
| 6    | Eslovenia       | 1   | 0     | 1      | 2     |
| 7    | República Checa | 1   | 0     | 0      | 1     |
| 8    | España          | 0   | 1     | 3      | 4     |
|      | TOTAL           | 9   | 9     | 9      | 27    |